# Der Löwe von Arizona
Der Löwe von Arizona (Originaltitel: Toughest Man in Arizona) ist ein US-amerikanischer Western aus dem Jahr 1952 von R. G. Springsteen mit Vaughn Monroe und Joan Leslie in den Hauptrollen. Der Film wurde von Republic Pictures produziert und basiert auf einer Kurzgeschichte von Robert Eugene Pinkerton.

## Handlung
Im Jahr 1881 nimmt US-Marshal Matt Landry Frank Girard gefangen und bringt ihn nach Tombstone, damit er sich dort wegen des Verkaufs von Waffen und Whisky an die Apachen vor Gericht verantwortet. Unterwegs stößt er auf Mary Kimber und zwei Kinder, Davey und Jesse Billings, deren kleiner Siedlerwagen von den Apachen überfallen wurde. Bei dem Angriff wurden sieben Menschen getötet, darunter die Eltern von Davey und Jesse sowie Marys Ehemann Verne, von dem nur eine verbrannte Leiche übriggeblieben ist. Als die Apachen zu einem zweiten Angriff zurückkehren, muss sich Matt darauf verlassen, dass Frank ihnen hilft, sie abzuwehren. Frank versucht zu fliehen, aber Matt überlistet ihn und die Gruppe macht sich auf den Weg in die Stadt. Dort nimmt Sheriff Hadlock Frank in Gewahrsam, während Matt, selber ein Witwer mit zwei Kindern, Mary, Davey und Jesse nach Hause bringt.
Über Della, ein Tanzlokalmädchen, das in ihn verliebt ist, nimmt Frank Kontakt zu seinen Brüdern Steve und Jerry auf, um Pläne für seine Flucht zu schmieden. Della ist bei ihnen in Galeyville, als Verne auftaucht und behauptet, er sei von Apachen ausgeraubt worden. Nachdem sie die Zeitungsberichte über Vernes heldenhaften Tod gelesen haben, amüsieren sich die Girards über seine feige Täuschung, doch als sie erfahren, dass er ein Telegrafist ist, wollen sie seine Angst entdeckt zu werden ausnutzen. Als sie erfahren, dass er nach San Francisco will, bieten sie ihm zweihundert Dollar an, wenn er für sie Telegrafennachrichten abfängt, bis sie Frank befreien. Provisorisch deponieren sie Ausrüstung für Frank in einem Hotelzimmer. Währenddessen erfährt Matt in Tombstone mit Bedauern, dass Mary, in die er sich verliebt hat, sich um ein Zimmer in einer Pension und einen Job bei der Zeitung gekümmert hat. Am Tag vor Marys Abreise bittet Sheriff Hadlock Matt, Frank nach Prescott zu transportieren, um ihn vor Lynchmord zu schützen. Die Gesetzeshüter arrangieren einen Leichenwagen, um Frank und Matt aus der Stadt zu schmuggeln. Auf freiem Feld gerät der Leichenwagen in einen Hinterhalt und Frank wird befreit. Der Bestatter, der das Fahrzeug fährt, kommt ums Leben und Matt wird verletzt, schafft es jedoch, zurück in die Stadt zu fahren, wo Mary während seiner Genesung bei ihm bleibt. Matt macht ihr einen Heiratsantrag, aber sie zögert mit der Antwort, obwohl sie mit Matt und den Kindern glücklich ist. Sie erklärt, dass sie mehr Schuld als Trauer empfindet, da ihre Weigerung, Vernes viele Pläne, schnell reich zu werden, zu unterstützen, und ihr Beharren darauf, dass er einen festen Job in Tombstone bekommt, zu seinem Tod geführt hat.
In Galeyville fängt Verne unterdessen eine Telegrafennachricht ab, in der von einer Silberlieferung im Wert von 80.000 Dollar aus einer nahegelegenen Mine berichtet wurde. Er verhandelt mit den drei Girards über ein Viertel der Beute als Gegenleistung für die Einzelheiten. Als die Silberfracht in einen Hinterhalt gerät und ausgeraubt wird, kommen Matt und Hadlock schließlich zu dem Schluss, dass Informationen über den Telegraphen durchgesickert sind, und finden Hinweise auf Dellas Reisen nach Galeyville, als sie kürzlich gesendete Nachrichten lesen. Sie konfrontieren Della mit den Vorwürfen. Sie glaubt hingegen, dass Frank das Gebiet verlassen hat und plant, nach ihr zu schicken. Erst als sie erfährt, dass er gerade die Mine ausgeraubt und sie sitzen gelassen hat, erzählt sie ihnen von Vernes Telegrafenaufbau im Hotelzimmer von Galeyville. 
Matt und Hadlock bilden eine Verfolgergruppe. Sie finden Verne, der im Stall kauert, in dem die Silberlieferung versteckt ist, und über seinen nächsten Schritt nachdenkt, da die Girards sich geweigert haben, ihn wie versprochen zu bezahlen. Verne überzeugt Matt und Hadlock davon, dass die Girards ihn gegen seinen Willen festgehalten haben. Anschließend locken die Gesetzeshüter die Girards zu einer Schießerei aus dem Saloon. Während Verne im Stall kauert, werden die Girards getötet. Beim Versuch, mit dem Silber zu fliehen, schießt Verne Hadlock in den Rücken, doch ihm geht die Munition aus, bevor er auf Matt schießen kann, der ihn daraufhin verhaftet. Verne wird nach Prescott gebracht, um dort wegen Mordes vor Gericht zu stehen, wo ihm die Todesstrafe sicher zu sein scheint. Aus seiner Gefängniszelle fragt Verne nach Mary, und sie beschließt, aus Pflichtgefühl zu ihm zu gehen. Matt versucht sie davon zu überzeugen, in Tombstone zu bleiben, aber sie fühlt sich Verne gegenüber verpflichtet, da er sonst niemanden hat. Matt verabschiedet sich und bringt die Kinder traurig zur Postkutsche, um sie zu verabschieden. Nachdem die Kutsche abgefahren ist, erklärt Matts junge, aber weltgewandte Tochter Joan, dass Mary mit der Zeit zu ihm zurückkehren wird.

## Hintergrund
Gedreht wurde der Film vom 12. März bis Anfang April 1952 in St. George und im Snow Canyon State Park, beides in Utah, sowie in den Republic-Studios in Hollywood.
Frank Hotaling oblag die künstlerische Leitung. John McCarthy Jr. und Charles S. Thompson waren für das Szenenbild zuständig, Adele Palmer für die Kostüme. Die Brüder Theodore und Howard Lydecker sowie Roland Skeet schufen die Spezialeffekte.

## Musik
Der eigentlich als Bandleader und Sänger bekannte Vaughn Monroe, der hier in seinem vierten und letzten Spielfilm auftrat, sang folgende Songs:
- Hound Dog von James Smith, William Hickman und Katie Lee
- A Man's Best Friend Is His Horse von Al Vann, Wilton Moore und Joe Lubir
- The Man Don't Live Who Can Die Alone von Bobby Sherwood und Johnny Schram

## Synchronisation
Die deutsche Synchronfassung entstand 1955.
| Rolle               | Schauspieler   | Deutscher Synchronsprecher |
| ------------------- | -------------- | -------------------------- |
| Marshal Matt Landry | Vaughn Monroe  | Heinz Engelmann            |
| Mary Kimber         | Joan Leslie    | Marion Degler              |
| Sheriff Hadlock     | Edgar Buchanan | Eduard Wandrey             |
| Frank Girard        | Victor Jory    | Curt Ackermann             |
| Della               | Jean Parker    | Ursula Krieg               |
| Verne Kimber        | Henry Morgan   | Paul Edwin Roth            |
| Steve Girard        | Ian MacDonald  | Wolfgang Eichberger        |
| Jerry Girard        | Lee MacGregor  | Harry Wüstenhagen          |
| Dalton              | Paul Hurst     | Walter Werner              |
| George Ryan         | James Burke    | Kurt Vespermann            |
| Nathan Barlack      | Cliff Clark    | Hans Emons                 |
| Bestatter           | Tom Fadden     | Erich Kestin               |
| Deputy Davis        | Rex Lease      | Alexander Welbat           |
| Offizier            | Sheb Wooley    | Heinz Palm                 |

Anmerkung: Die kursiv geschriebenen Namen sind Rollen und Darsteller, die nicht im Abspann erwähnt wurden.

## Veröffentlichung
Die Premiere des Films fand am 10. Oktober 1952 statt. In der Bundesrepublik Deutschland kam er am 15. April 1955 in die Kinos, in Österreich im März 1956.

## Kritiken
Das Lexikon des internationalen Films schrieb: „Anspruchsloser, aber straff inszenierter Western der B-Klasse.“
Der Kritiker des TV Guide befand, der Sänger Vaughn Monroe liefere in seiner zweiten Westernrolle eine gute Leistung ab.